# Villasimius
Villasimius (IPA: [villasiˈmius], Crabonaxa in sardo) è un comune italiano di 3 718 abitanti della città metropolitana di Cagliari, noto come località turistica.

## Geografia fisica

### Territorio
Villasimius si estende dalla catena montuosa dei Sette Fratelli (a nord-ovest) sino alle coste del promontorio di capo Carbonara (sud-est).

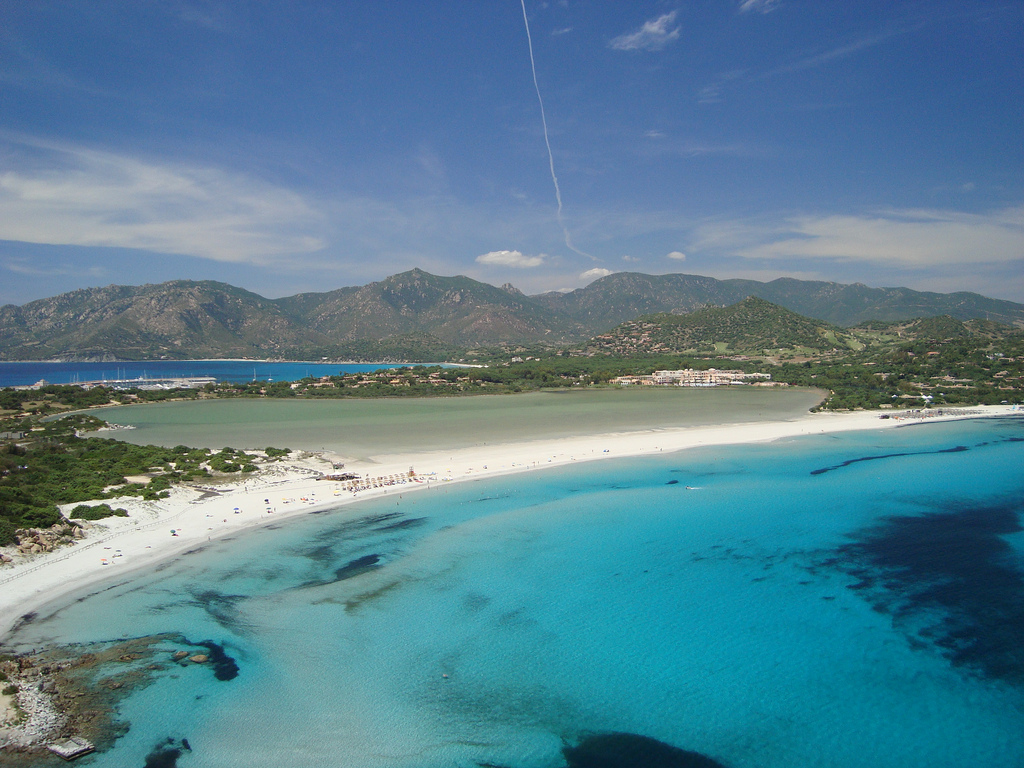
La spiaggia di Porto Giunco e lo stagno di Notteri

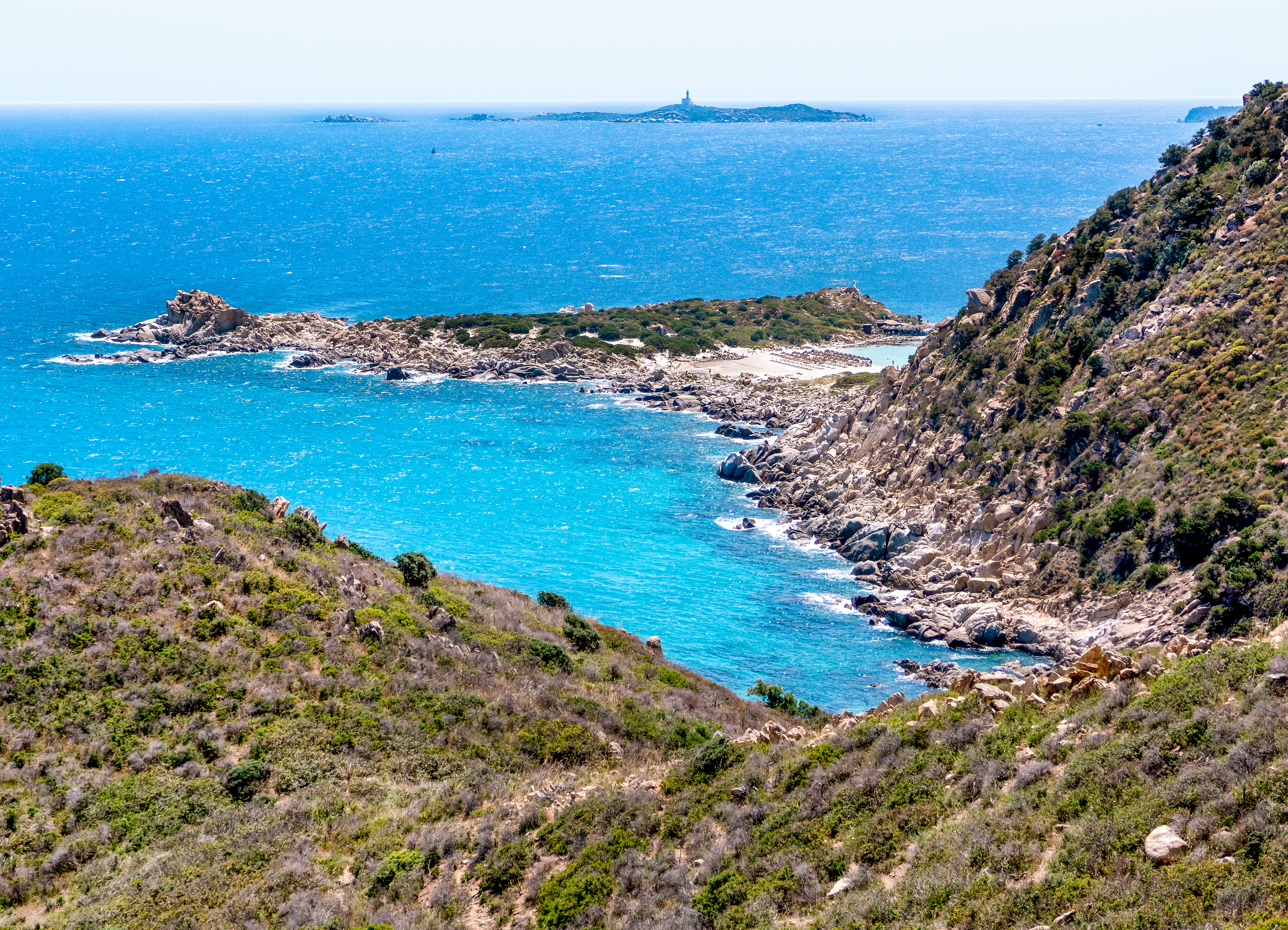
Punta Molentis e sullo sfondo l'isola dei Cavoli

Le montagne occupano il lato occidentale del territorio; il monte Minni Minni ha un'altitudine di circa 700 metri. A ovest del promontorio di capo Carbonara sono presenti la spiaggia di Campulongu e il porto turistico, mentre nel versante orientale si trovano lo stagno di Notteri e le spiagge di Simius e porto Giunco.
A Villasimius appartengono anche due isole: l'isola dei Cavoli e l'isola di Serpentara. Il centro urbano di Villasimius è collocato a circa 1,5 km dalla spiaggia Simius.

### Clima
Villasimius gode del tipico clima mediterraneo, con inverni miti ed estati calde. I valori estremi estivi superano di poco i 40 °C, mentre quelli invernali si attestano a 10 °C circa. A causa della latitudine e della presenza del mare, è veramente raro che nevichi se non sui sistemi montuosi che circondano il territorio (600 metri di altitudine). Il promontorio di Villasimius, capo Carbonara, risulta essere il punto più arido d'Italia con la sua media pluviometrica annua di 237,8 mm nel trentennio 1971-2000.
Per le barriere collinari che si estendono a ovest e per lo sbocco sul mare da sud a est, Villasimius è esposta maggiormente alla forza dei venti, soprattutto del maestrale che qualche volta riesce a raggiungere delle raffiche di 100 km/h.
| Capo Carbonara                     | Mesi | Mesi | Mesi | Mesi | Mesi | Mesi | Mesi | Mesi | Mesi | Mesi | Mesi | Mesi | Stagioni | Stagioni | Stagioni | Stagioni | Anno  |
| Capo Carbonara                     | Gen  | Feb  | Mar  | Apr  | Mag  | Giu  | Lug  | Ago  | Set  | Ott  | Nov  | Dic  | Inv      | Pri      | Est      | Aut      | Anno  |
| ---------------------------------- | ---- | ---- | ---- | ---- | ---- | ---- | ---- | ---- | ---- | ---- | ---- | ---- | -------- | -------- | -------- | -------- | ----- |
| T. max. media (°C)                 | 14,1 | 14,3 | 15,7 | 17,3 | 21,1 | 25,4 | 28,9 | 30,0 | 26,9 | 22,6 | 18,4 | 15,4 | 14,6     | 18,0     | 28,1     | 22,6     | 20,8  |
| T. min. media (°C)                 | 9,6  | 9,4  | 10,2 | 11,5 | 15,1 | 18,8 | 21,7 | 22,9 | 20,5 | 17,0 | 13,5 | 11,0 | 10,0     | 12,3     | 21,1     | 17,0     | 15,1  |
| Precipitazioni (mm)                | 22   | 26,3 | 18,1 | 17,3 | 13,6 | 4,3  | 2,6  | 6,8  | 35,9 | 32,4 | 34,1 | 24,4 | 72,7     | 49,0     | 13,7     | 102,4    | 237,8 |
| Giorni di pioggia                  | 5    | 4    | 3    | 4    | 3    | 1    | 0    | 1    | 3    | 4    | 5    | 4    | 13       | 10       | 2        | 12       | 37    |
| Eliofania assoluta (ore al giorno) | 4,8  | 5,8  | 6,7  | 7,3  | 8,7  | 10,4 | 11,0 | 10,3 | 8,1  | 6,7  | 5,0  | 4,1  | 4,9      | 7,6      | 10,6     | 6,6      | 7,4   |
| Vento (direzione-m/s)              | W 9  | W 9  | W 9  | NE 8 | NE 8 | NE 7 | W 7  | NE 7 | NE 8 | NE 8 | W 8  | W 8  | 8,7      | 8,3      | 7        | 8        | 8     |

## Origini del nome
Il toponimo Villasimius, in uso dal 1862, deriva dall'antico nome del borgo Simius. Secondo il linguista Massimo Pittau sull'etimologia di quest'ultimo termine vi sono due teorie, entrambe riconducibili al latino semus (scemato, scomparso): la prima ipotesi potrebbe correlarsi al fatto che come altri centri costieri della Sardegna meridionale il villaggio fu abbandonato in seguito alle frequenti razzie dei saraceni in epoca medievale. La seconda richiama invece l'aspetto idrografico dell'area e farebbe riferimento alla siccità dei corsi d'acqua locali, in secca per buona parte dell'anno.

## Storia

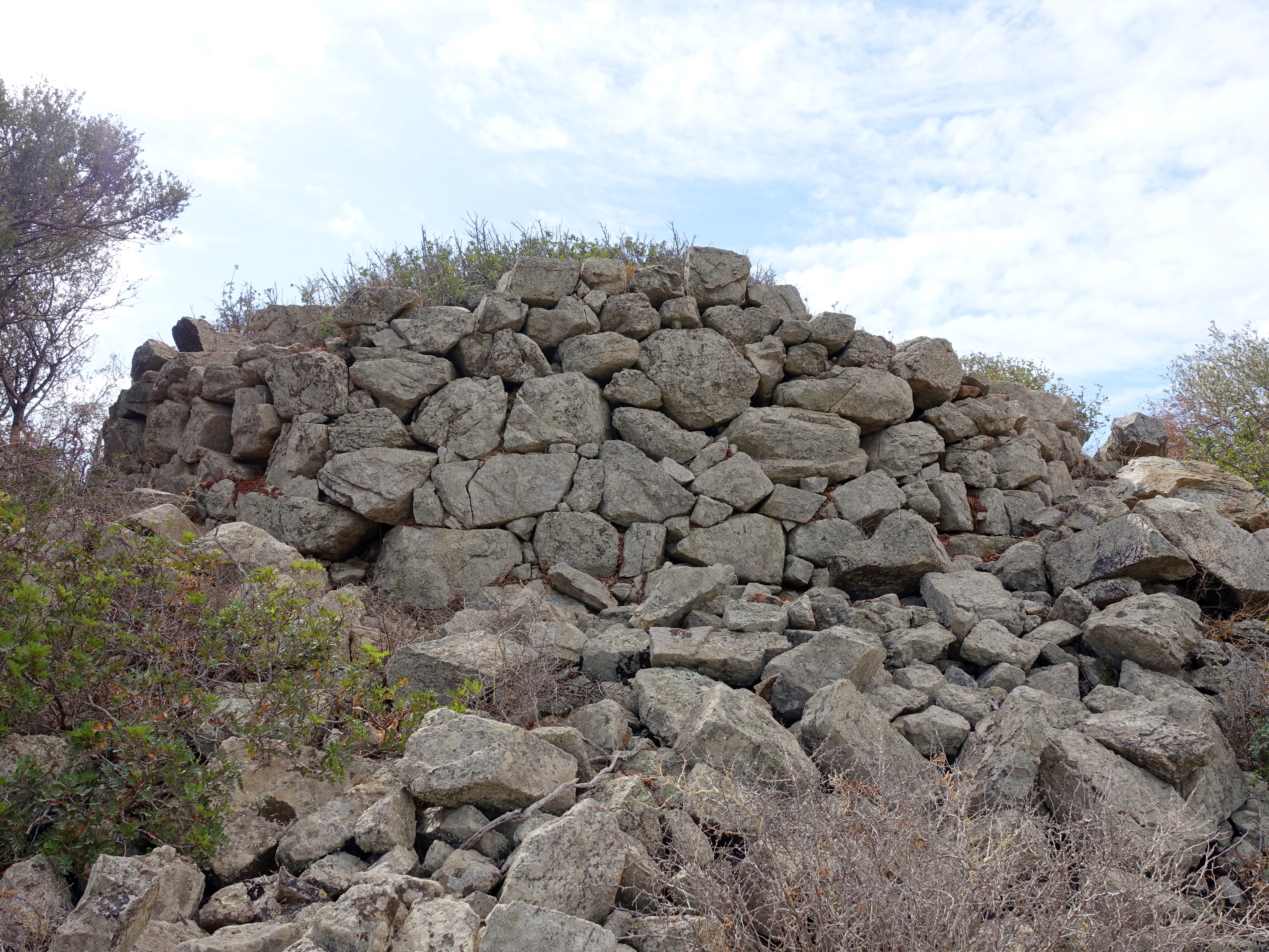
Nuraghe Cuccureddus

Per la sua posizione strategica il territorio fu abitato fin da tempi remotissimi, come testimoniato dalle domus de janas, risalenti al periodo prenuragico, e dai resti di nuraghi, edificati nel corso del II millennio a.C.
I Fenici, che frequentarono questa zona a partire dal VII secolo a.C. circa, vi costruirono un santuario, forse dedicato alla dea Astarte, che fu in seguito distrutto e incendiato dagli invasori punici intorno al 540 a.C. Della successiva dominazione romana rimangono alcune tracce tra cui le terme, delle monete e una statua.
Durante il Medioevo, il villaggio di Carbonara (il nome compare fin da documenti del XIII secolo) appartenne al giudicato di Cagliari e fece parte della curatoria del Campidano. Alla caduta del giudicato (1258) passò sotto il controllo di Gherardo della Gherardesca e dei suoi eredi. Intorno al 1324 il territorio passò sotto il dominio aragonese, e fu infeudato alla potente famiglia dei Carroz, a cui appartenne per diverso tempo finché andò decadendo e spopolandosi per le continue incursioni barbaresche, fino a restare del tutto disabitata. Sono vestigia del periodo spagnolo alcune torri di avvistamento e una fortezza costiera (Fortezza Vecchia) (secoli XVI-XVII).

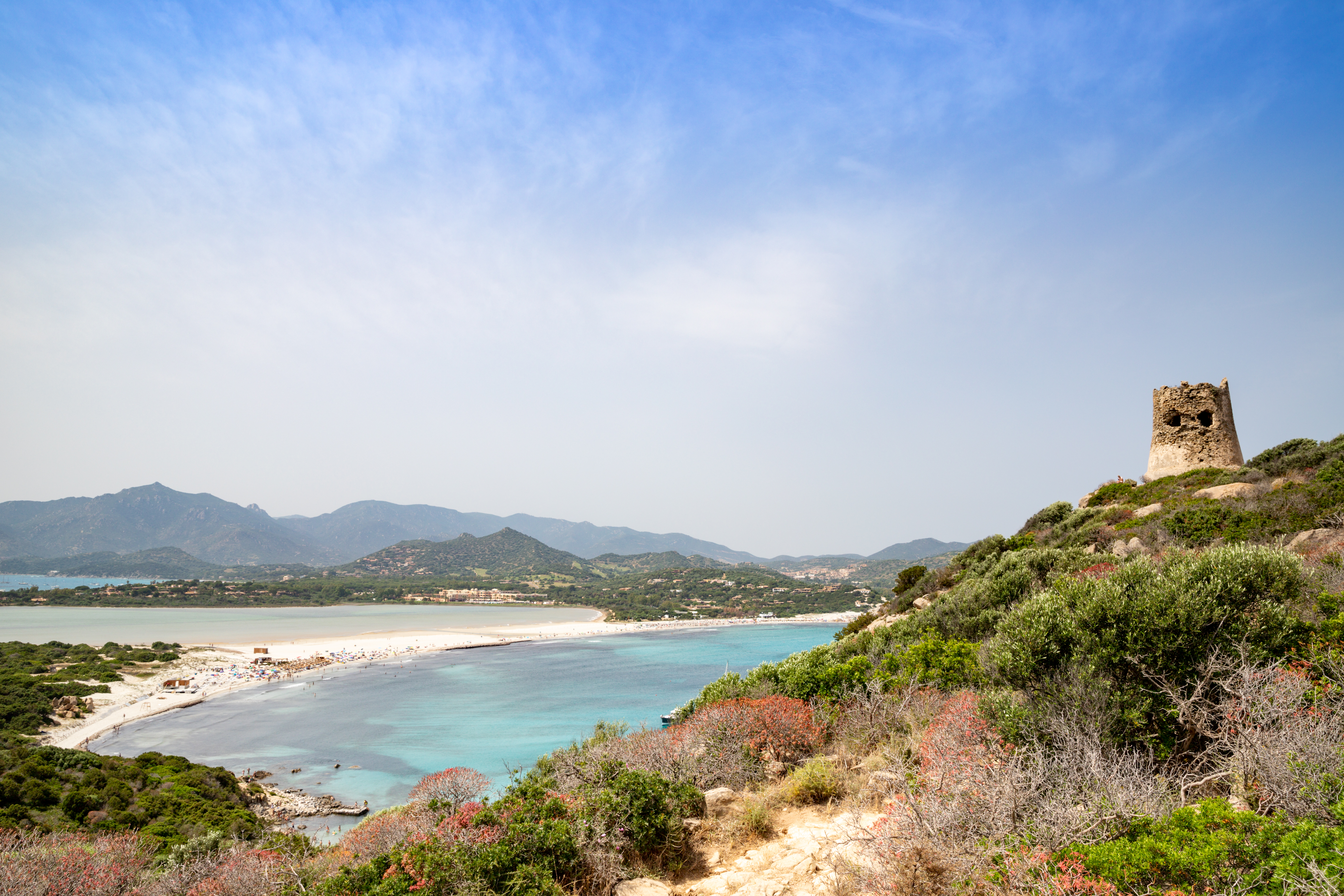
Torre di Porto Giunco

Fra il 1821 e il 1822 il Marchese di Quirra, ultimo feudatario succeduto ai Carroz e proprietario del Salto di Simius fece dono di alcuni possedimenti terrieri a diverse famiglie nobiliari, fra i quali gli Incani. Il generale Antonio Incani vi fece costruire la chiesa di San Pietro e un primo nucleo di abitazioni popolando la zona chiamando a raccolta alcuni coloni dai vicini paesi di Sinnai, Maracalagonis, Settimo San Pietro, Selargius e Quartu. Con l'ausilio dei coloni e dei forzati Incani fece coltivare i terreni e costruire altre case, nasceva così il primo impianto di quello che il 3 maggio 1845 diventava Carbonara, frazione del comune di Sinnai.
(Vittorio Angius, XIX secolo, Dizionario Angius-Casalis)
Nel 1848 iniziarono le lunghe trattative per ottenere l'autonomia, fatto che accadde nel 1853 quando il Regio decreto del 25 luglio firmato da Vittorio Emanuele II e Cavour istituiva la borgata di Carbonara in comune autonomo. Il 17 agosto 1862 il consiglio comunale scelse di cambiare il nome da Carbonara in Villasimius.

## Monumenti e luoghi d'interesse

### Architetture religiose
- Parrocchia di San Raffaele Arcangelo
- Chiesa di Santa Maria

### Architetture militari

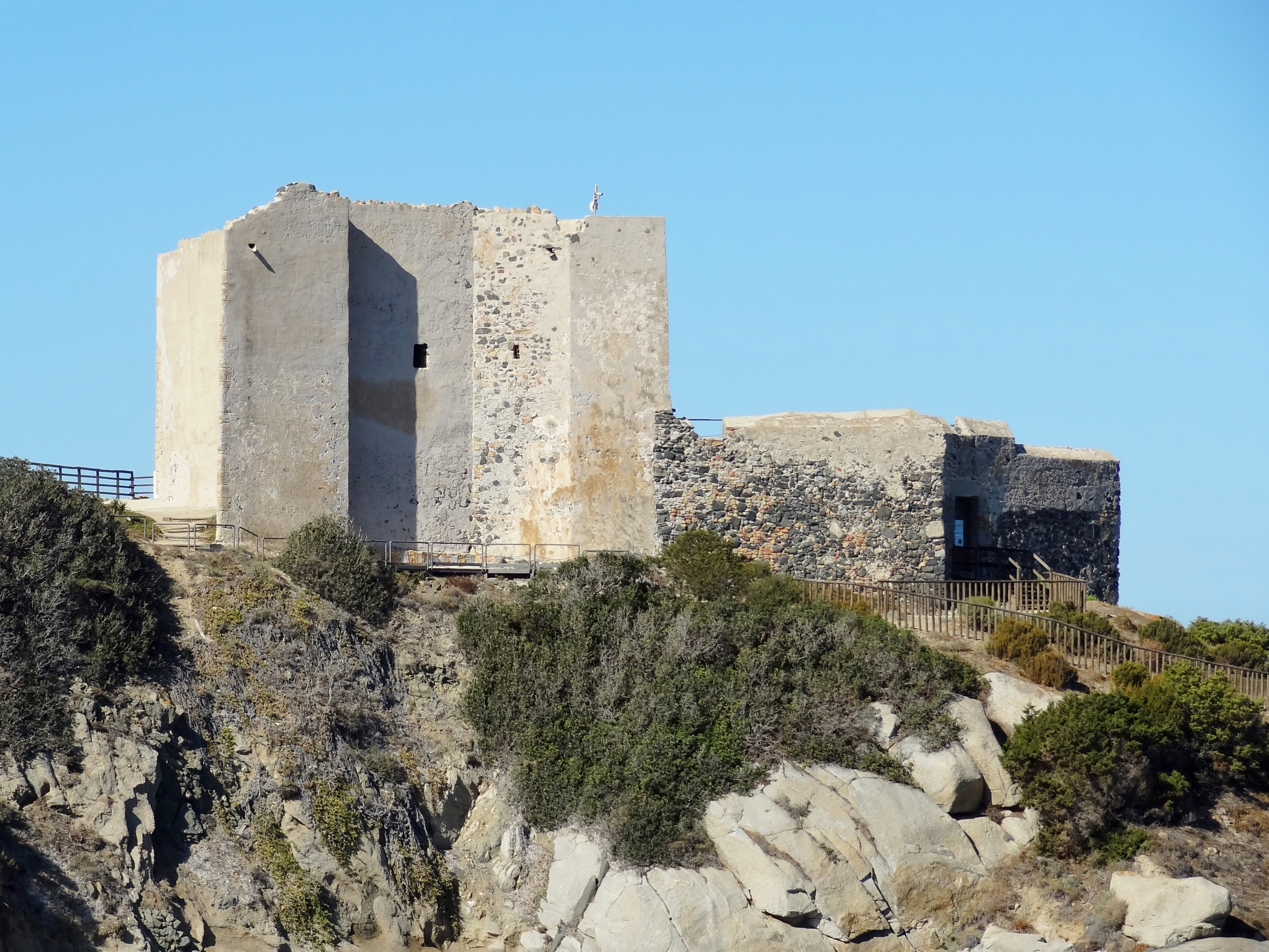
Fortezza Vecchia

- Torri costiere
- Fortezza Vecchia

### Siti archeologici
- Insediamento fenicio e romano di Cuccureddus
- Edificio termale di S. Maria
- Necropoli di Cruccuris
- Necropoli di Accu Is Traias
- Nuraghe Baccu de Gattus
- Domus de Janas (spiaggia del riso)
- Nuraghe Cuccureddus
- Nuraghe Giardoni
- Nuraghe Cixilianu
- Tomba dei giganti Giardoni

### Spiagge

Porto Sa Ruxi

- Spiaggia di Cava Usai
- Spiaggia di Notteri
- Spiaggia di Porto Giunco
- Spiaggia Timi Ama
- Spiaggia di Campulongu
- Spiaggia di Campus
- Spiaggia di Punta Molentis
- Spiaggia di Proceddus
- Spiaggia di Simius
- Spiaggia di Cala Caterina
- Spiaggia di Santo Stefano
- Spiaggia di Porto Luna
- Spiaggia di Is Traias
- Spiaggia di Piscadeddus
- Spiaggia di Porto Sa Ruxi
- Spiaggia del Riso

## Società

### Evoluzione demografica
Abitanti censiti

### Etnie e minoranze straniere
Al 1º gennaio 2020 gli stranieri residenti nel comune di Villasimius sono 195, pari al 5% della popolazione totale. Tra le nazionalità più rappresentate troviamo:
| Pos. | Cittadinanza | Popolazione |
| ---- | ------------ | ----------- |
| 1    | Tunisia      | 53          |
| 2    | Romania      | 31          |
| 3    | Cina         | 13          |
| 4    | Regno Unito  | 11          |

### Lingue e dialetti
La variante del sardo parlata a Villasimius è il campidanese occidentale.

## Cultura

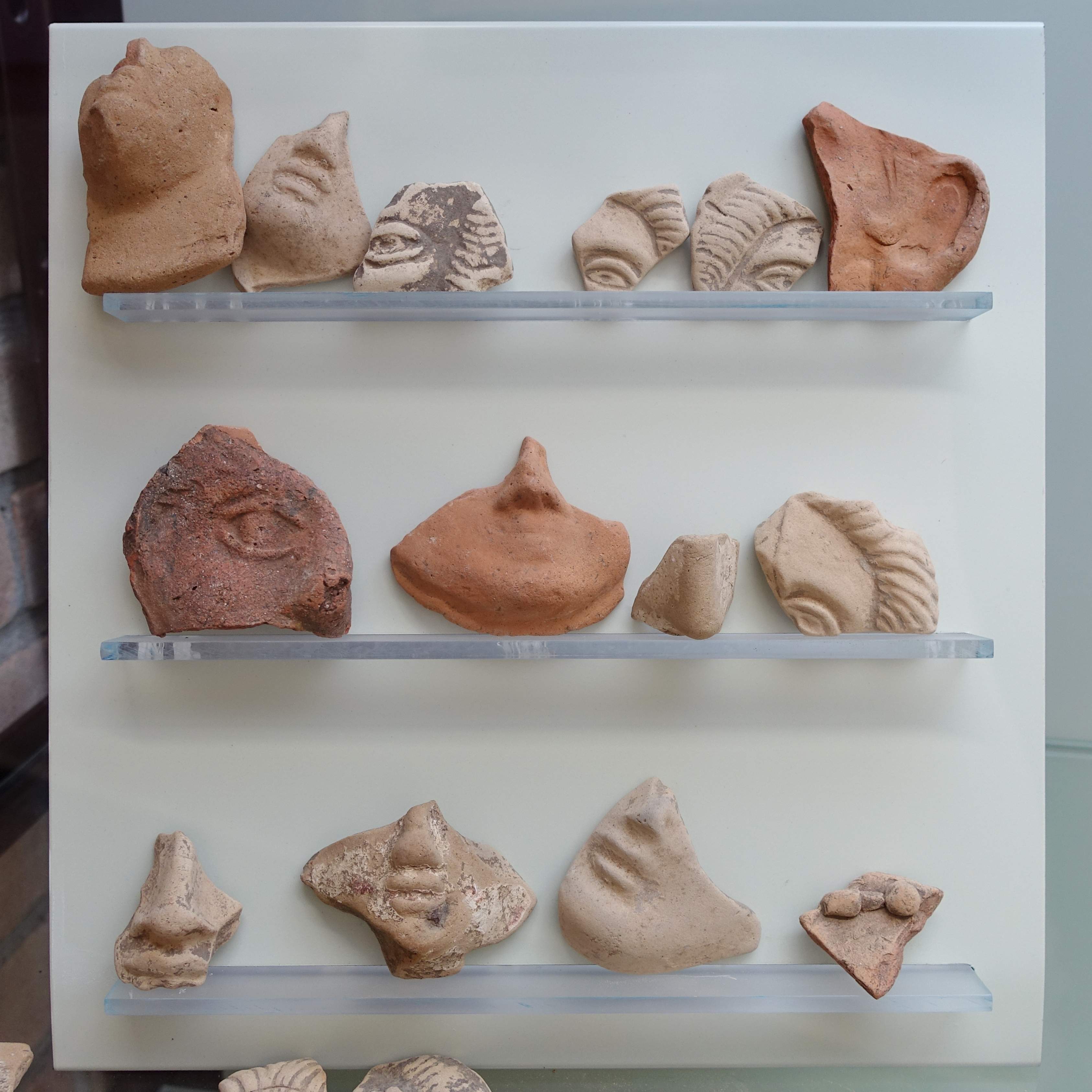
Ritrovamenti da Cuccureddus esposti al museo archeologico

### Musei
- Museo archeologico di Villasimius: è composto da quattro sale: sala del mare, sala del territorio, sala del santuario di Cuccureddus e sala del relitto dell'isola dei Cavoli.
- Museo del mare di Villasimius: situato all'interno di Casa Todde conserva più di 200 pezzi donati da un privato.

### Cucina
Uno delle più importanti ricette di Villasimius è la costedda (sa costedda in sardo), una tipica focaccia locale a base di pomodori freschi o cipolle. Questo tipo di focaccia è poco conosciuta, se non addirittura assente, negli altri territori sardi. L'origine della costedda è sconosciuta, ma è possibile che sia stata diffusa dalle donne villasimiesi agli inizi del Novecento.

## Economia

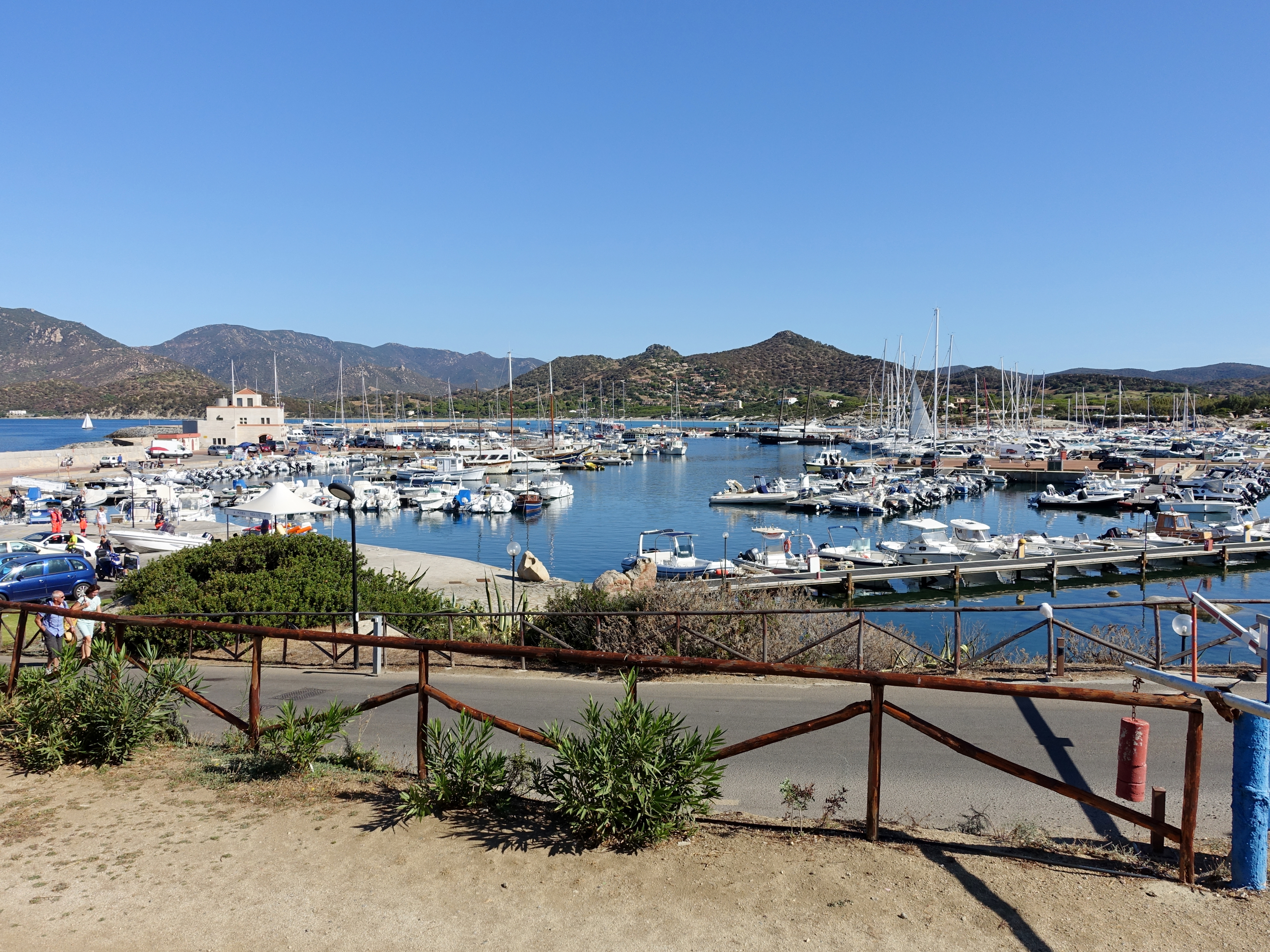
Porto turistico

Originariamente le risorse economiche di Carbonara-Villasimius erano essenzialmente legate all'agricoltura e alla pastorizia (non alla pesca, nonostante il mare) e all'intenso sfruttamento del carbone di legna, da cui proviene il toponimo originario; inoltre dal 1875 agli anni 1950 anche l'estrazione di granito. Il turismo per villeggiatura estiva ha inizio dagli anni 1950, ma solo dopo gli anni 1960 si sviluppa come attività principale, facendo del luogo uno dei più frequentati della Sardegna e del Mediterraneo. Nel 1998 (DM del 15/9/1998, modificato con DM del 3/8/1999 - G.U. n. 229 del 29/9/1999) nel territorio di Villasimius è stata istituita l'Area Marina protetta di Capo Carbonara.

## Infrastrutture e trasporti
Villasimius è collegata dalla SP 17 a Cagliari e dalla SP 19 a Muravera. Il servizio pubblico regionale ARST potenzia il numero di mezzi durante il periodo estivo. Il porto turistico di Villasimius è operativo per tutto l'anno accettando imbarcazioni fino ai trenta metri di lunghezza.

## Amministrazione

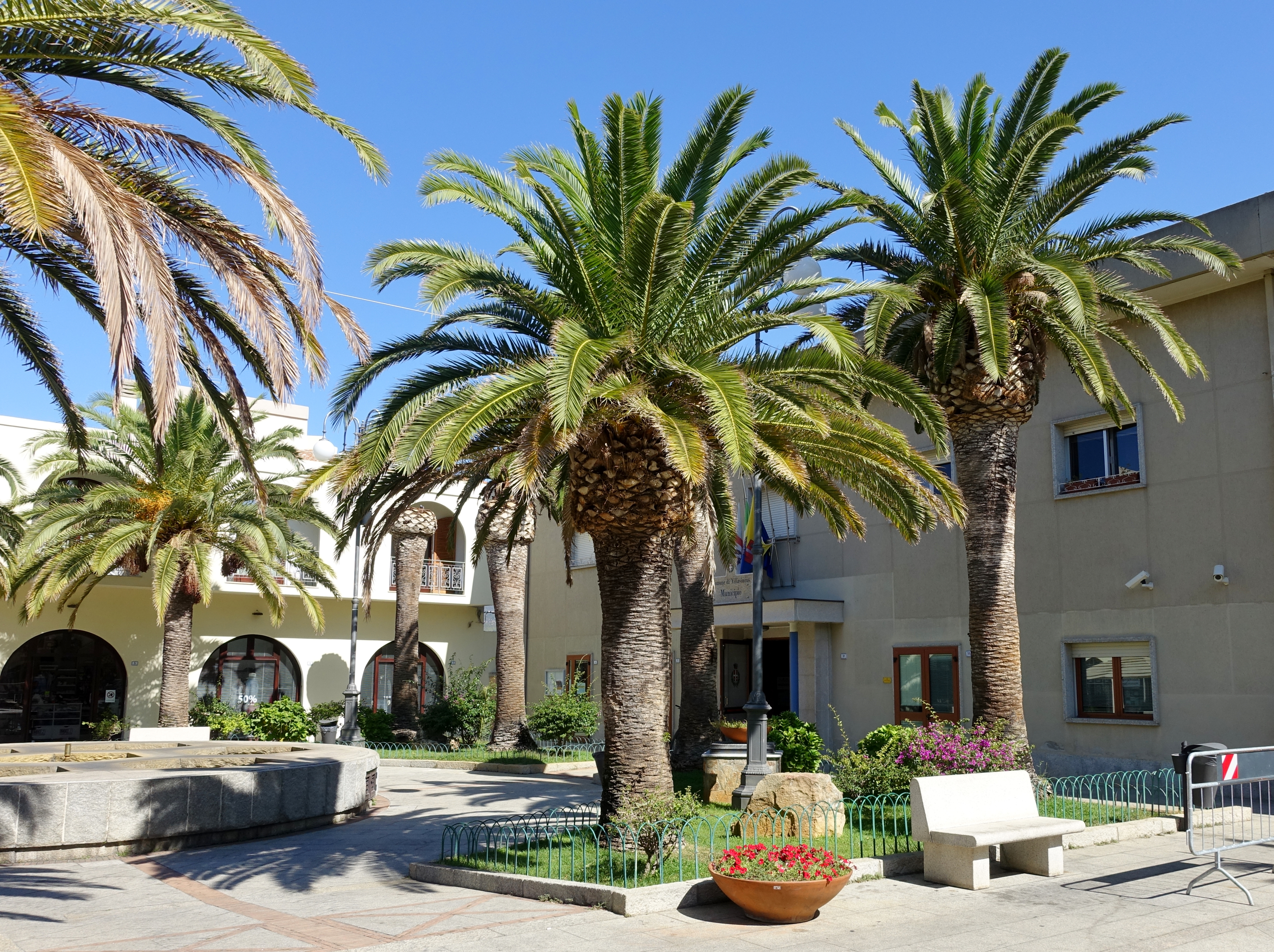
Municipio

| Periodo          | Periodo          | Primo cittadino | Partito                          | Carica                    | Note   |
| ---------------- | ---------------- | --------------- | -------------------------------- | ------------------------- | ------ |
| 16 giugno 2019   | 11 novembre 2022 | Gianluca Dessì  | Lista civica "Crescere insieme"  | Sindaco                   | [ 15 ] |
| 11 novembre 2022 | 29 maggio 2023   | Remo Ortu       |                                  | Commissario straordinario | [ 16 ] |
| 29 maggio 2023   | in carica        | Gianluca Dessì  | Lista civica "Villasimius unita" | Sindaco                   | [ 17 ] |

### Gemellaggi
Villasimius è gemellata con:
- Bagnolo Piemonte, dal 2011;
- Bussoleno, dal 2011.

Tra la fine degli anni cinquanta e gli inizi degli anni sessanta, l'antica e rinomata tradizione dei cavatori e dei maestri scalpellini di Villasimius portò numerosi suoi esponenti a emigrare in alcune località del Piemonte centrale e subalpino, in particolare i comuni di Bussoleno in provincia di Torino e Bagnolo Piemonte in provincia di Cuneo. Questo spinse a muoversi interi nuclei familiari, tanto che tutt'oggi molte famiglie tengono stretti legami affettivi con relativi residenti in queste località. L'amministrazione locale ha quindi proposto e messo agli atti il gemellaggio con queste due località nell'anno 2011.

## Sport

### Calcio
La squadra di calcio è la “G.S.D. Villasimius” che milita nel campionato di Eccellenza sardo. I colori sociali sono il giallo e il blu.